# Deglur
Deglur ist eine Stadt im indischen Bundesstaat Maharashtra. Die Stadt war einst Teil des Staates Hyderabad. Die Stadt liegt am Fluss Lendi. Deglur ist seit der Antike als Marktplatz bekannt.
Die Stadt ist Teil des Distrikts Nanded. Deglur hat den Status eines Municipal Council. Die Stadt ist in 24 Wards gegliedert. Sie hatte am Stichtag der Volkszählung 2011 insgesamt 54.493 Einwohner, von denen 27.607 Männer und 26.886 Frauen waren. Hindus bilden mit einem Anteil von über 63 % die größte Gruppe der Bevölkerung in der Stadt gefolgt von Muslimen mit über 28 %. Die Alphabetisierungsrate lag 2011 bei 79,28 %.
Die Hauptbeschäftigung der Einwohner ist die Landwirtschaft. Angabaut werden überwiegend Zuckerrohr, Baumwolle, Getreide und Bananen. Die Stadt ist auch bekannt für ihren Tuchmarkt und Goldschmuck.